# Галенко Іван Григорович

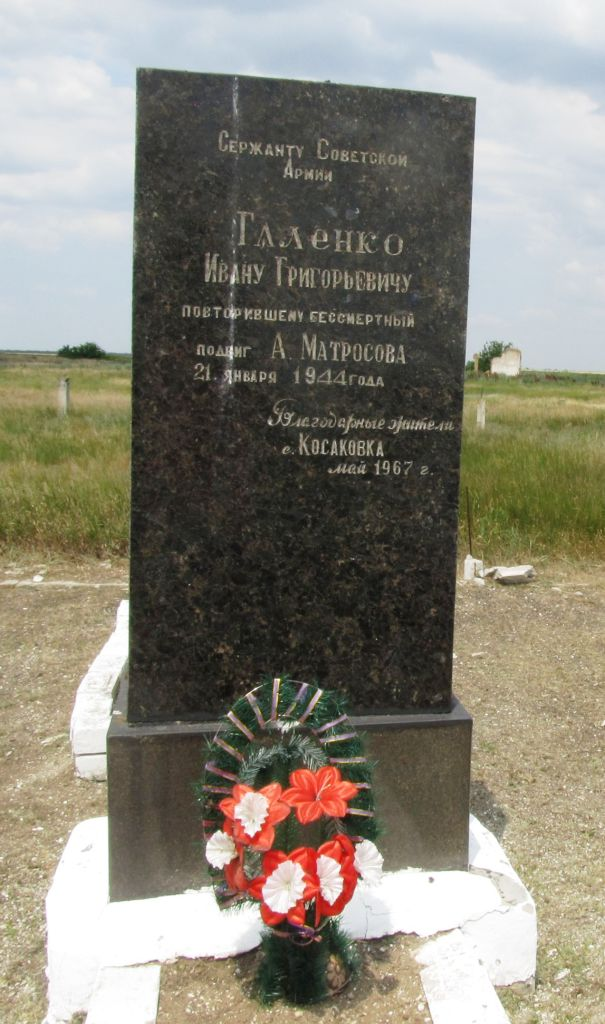
Галенко Іван Григорович

Іван Григорович Галенко (1925, с. Зрубне, Сніжнянський район, Сталінська область, нині Шахтарського району Донецької області — 20 січня 1944, с. Косаківка Нижньосірогозький район, Запорізька область, нині Херсонської області) — гвардії червоноармієць 160-го Гвардійського стрілецького полку 54-ї Гвардійської стрілецької Макіївської дивізії 5-ї Ударної Армії 4-го Українського фронту. Учасник німецько-радянської війни. Героїчно загинув під час виконання бойового завдання на лінії фронту між селами Зелене та Верхній Рогачик Великолепетиського (нині Верхньорогачицького) району Херсонської області. Образ Івана Галенка має шанування в Херсонській області, як героїчний образ солдата, що повторив подвиг Олександра Матросова.

## Біографія

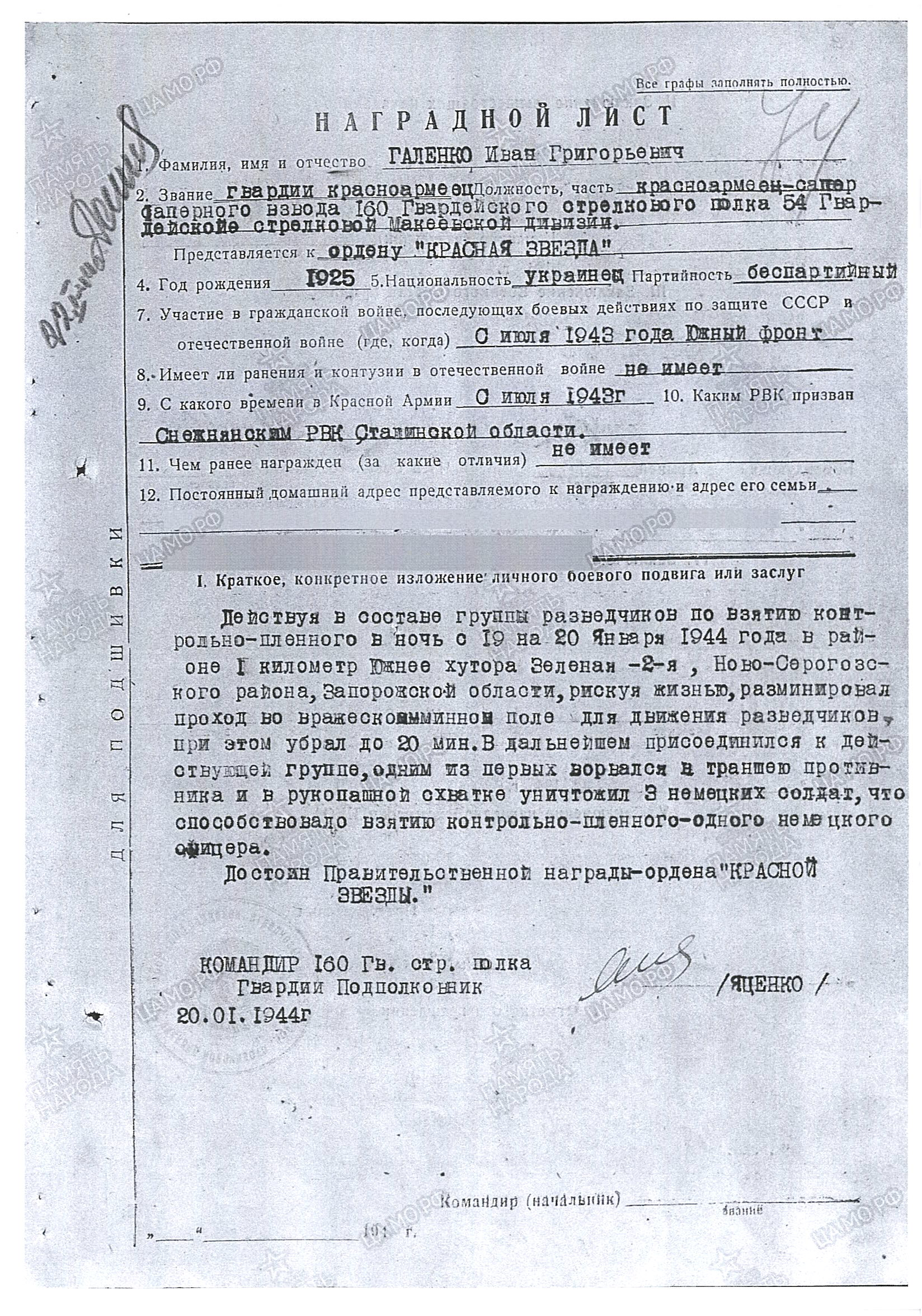
Нагородний лист І. Г. Галенка

Народився 1925 року на хуторі Зрубне, шахта № 1 в родині Олександри Федоріни та Григорія Яковича Галенків.
Призваний до лав Червоної армії у липні 1943 року Сніжнянським РВК Сталінської області Української РСР.
Помер від ран 20.01.1944 року; Госпіталь 427 ОМСБ 54-Ї Гвардійської стрілецької дивізії, 58 ОМСБ; Українська РСР, Запорізька обл., Нижньосірогозький район, хутір Косаківка. Похований на цивільному кладовищі Косаківки, могила № 10, 1 ряд, зліва 2-й.
Наказом по 54-й Гвардійській стрілецькій дивізії 5-ї Ударної Армії 4-го Українського фронту від 24.01.1944 року нагороджений орденом «Червоної зірки» (посмертно)

## Нагороди
- Орден Червоної Зірки[1][2]

## Подвиг
Звільняючи свою землю від окупантів, брав участь у бойовій операції на Нікопольському плацдармі між селами Зелене та Верхній Рогачик Великолепетиського (нині Верхньорогачицького) району Херсонської області.
За інформацією вказаною у нагородному листку, датованому 20 січня 1944 року (мовою оригіналу): «Действуя в составе группы разведчиков по взятию контрольно-пленного в ночь с 19 на 20 января 1944 года в районе I километр Южнее хутора Зеленая — 2-я, Ново-Серогозского района Запорожской области, рискуя жизнью, разминировал проход во вражеском минном поле для движения разведчиков, при этом убрал до 20 мин. В дальнейшем присоединился к действующей группе, одним из первых ворвался в траншею противника и в рукопашной схватке уничтожил 3 немецких солдат, что способствовало взятию контрольно-пленного-одного немецкого офицера.».
Важко пораненого Івана Галенка було винесено товаришами з поля бою. Перебуваючи в санітарній частині села Косаківки Нижньосірогозького району він помирає. Похований в селі Косаківка Нижньосірогозького району Херсонської області.

## Легенда
Згідно з поширеною інформацією, Іван Галенко взяв участь в розвідці боєм на Нікопольському плацдармі між селами Зелене та Верхній Рогачик Великолепетиського (нині Верхньорогачицького) району Херсонської області та 20 січня 1944 року він, своїм тілом закрив амбразуру ворожої вогневої точки, рятуючи своїх товаришів від куль, тим самим повторив подвиг Олександра Матросова. Однак архівними документальними даними ця інформація не підтверджується.

## Вшанування
На його честь названі вулиці у селах Косаківка та Новопетрівка.